# 1980年モスクワオリンピックのタンザニア選手団
1980年モスクワオリンピックのタンザニア選手団（1980ねんモスクワオリンピックのタンザニアせんしゅだん）は、1980年7月19日から8月3日にかけてソビエト連邦の首都モスクワで開催された1980年モスクワオリンピックのタンザニア選手団、およびその競技結果。

## 概要
今大会は銀メダル2個、合計2個のメダルを獲得した。
陸上男子3000m障害でフィルバート・バイが銀メダルを獲得、タンザニアにオリンピック初メダルをもたらした。

## メダル
| メダル | 選手名                 | 競技 | 種目          |
| ------ | ---------------------- | ---- | ------------- |
| 銀     | スレイマン・ニャンブイ | 陸上 | 男子5000m     |
| 銀     | フィルバート・バイ     | 陸上 | 男子3000m障害 |